# Non abbiamo bisogno

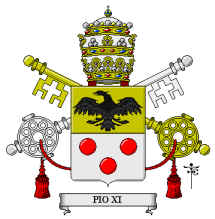
Wappen Papst Pius’ XI.

Die Enzyklika Non abbiamo bisogno (Wir haben keinen Bedarf) wurde am 29. Juni 1931 von Papst Pius XI. in italienischer Sprache herausgegeben. Sie befasst sich mit der Katholischen Aktion, dem Faschismus in Italien und dem Nationalsozialismus in Deutschland.
Die nach dem Abschluss der Lateranverträge am 11. Februar 1929 zunächst erwartete friedliche Koexistenz zwischen dem Hl. Stuhl und der faschistischen Regierung Italiens erwies sich als sehr brüchig. Als die Faschisten stärkeren Einfluss auf die Jugenderziehung ausübten und die Katholische Aktion in Italien versuchte, diesen Strömungen entgegenzuwirken, kam es zu neuerlichen Zerwürfnissen zwischen Papst Pius XI. und Benito Mussolini. Auf dem Höhepunkt dieser Auseinandersetzung erfolgte die Veröffentlichung der Enzyklika Non abbiamo bisogno.
Die Einleitung beschreibt den Anlass dieser Enzyklika und richtet sich mit Dankbarkeit an die Katholische Aktion in Italien. Es folgt eine Verteidigung und eine Erklärung, die unterstreichen soll, dass die Katholische Aktion keine politische Maßnahme ist. In der Zusammenfassung folgen noch Nachgedanken über die eigenen Handlungen, die dann mit der Warnung über die Ankunft des Faschismus ihren Abschluss findet.
Beide Seiten hatten kein Interesse an der Ausweitung dieses Streits, denn die katholische Bevölkerung gab keine Zustimmung zu erkennen und den Faschisten konnte dieser Streit schädlich sein. Nach einer formellen Übereinkunft zwischen den streitenden Parteien wurde dieser beigelegt.